# Genista hirsuta subsp. algarbiensis
Genista hirsuta subsp. algarbiensis é uma subespécie de planta com flor pertencente à família Fabaceae. 
A autoridade científica da subespécie é (Brot.) Rivas Mart., T.E. Díaz & Fern. Gonz., tendo sido publicada em Itinera Geobotanica 3: 137. 1990.

## Descrição
É um arbusto espinhoso, que mede até 1 metro e meio. As suas flores são amarelas e  formam cachos, dando origem a vagens com entre 3 e 8 sementes.
Cresce sobretudo em solos xistosos ou calcários.

## Portugal
Trata-se de uma subespécie presente no território português, nomeadamente em Portugal Continental.
Em termos de naturalidade é endémica da Península Ibérica.

## Protecção
Não se encontra protegida por legislação portuguesa ou da Comunidade Europeia.